# Rob Niedermayer
Robert Wade Niedermayer, född 28 december 1974 i Cassiar, British Columbia, är en kanadensisk före detta professionell ishockeyspelare som bland annat spelade för Buffalo Sabres i NHL.
Rob Niedermayer debuterade i NHL 1993 för Florida Panthers. Han hade valts av Panthers som 5:e spelare totalt i NHL-draften 1993. Niedermayer spelade för Florida Panthers i åtta säsonger och nådde Stanley Cup-finalen 1996 där Florida Panthers förlorade i fyra raka matcher mot Colorado Avalanche. Finalsäsongen var också Niedermayers hittills bästa säsong mål-, assist- och poängmässigt med 61 poäng. Följande år drabbades han av hjärnskakningar och har därefter blivit mer defensiv i sin spelstil, vilket kan vara en av anledningarna till att han inte gör lika många poäng längre.
2001 hamnade Niedermayer i Calgary Flames där det dock blev en ganska kort vistelse i drygt en och en halv säsong innan han i slutet av säsongen 2002–03 såldes till Anaheim Ducks, där han i slutspelet fick vara med om att för andra gången i karriären spela Stanley Cup-final. Ducks förlorade finalen i den sjunde och avgörande matchen mot New Jersey Devils där hans äldre bror Scott spelade.
2007 fick dock Niedermayer äntligen uppleva hur det känns att vinna Stanley Cup då Anaheim Ducks besegrade Ottawa Senators med 4–1 i matcher i finalen. Bröderna Rob och Scott Niedermayer spelade då tillsammans i Ducks.
Rob Niedermayer har även ett VM-guld med det kanadensiska landslaget på meritlistan från 2004.
Niedermayer skrev den 25 september 2009 på som free agent för New Jersey Devils.
Inför säsongen säsongen 2010–11 skrev Niedermayer på som free agent för Buffalo Sabres.

## Meriter
- VM-guld – 2004
- Stanley Cup – 2007

## Klubbar
- Medicine Hat Tigers 1990–1993
- Florida Panthers 1993–2001
- Calgary Flames 2001–2003
- Anaheim Ducks 2003–2009
- New Jersey Devils 2009–10
- Buffalo Sabres 2010–2011
- HC Lugano 2011–2012